# Artesia, Kalifornien
Artesia är en stad (city) i Los Angeles County, i delstaten Kalifornien, USA. Enligt United States Census Bureau har staden en folkmängd på 16 639 invånare (2011) och en landarea på 4,2 km².